# Роверк'яра
Роверк'яра (італ. Roverchiara, вен. Roverciara) — муніципалітет в Італії, у регіоні Венето,  провінція Верона.
Роверк'яра розташований на відстані близько 390 км на північ від Рима, 90 км на захід від Венеції, 28 км на південний схід від Верони.
Населення — 2756 осіб (2014).
Щорічний фестиваль відбувається 21 травня. Покровитель — святий Зенон.

## Демографія
Населення за роками:

Станом на 1 січня 2023 року в муніципалітеті офіційно проживало 368 іноземців з 27 країн, серед них 156 громадян країн Євросоюзу та 4 громадяни України.

## Сусідні муніципалітети
- Альбаредо-д'Адідже
- Анджарі
- Бонавіго
- Ізола-Рицца
- Ронко-алл'Адідже
- Сан-П'єтро-ді-Морубіо